# Apataniana cornuta
Apataniana cornuta är en nattsländeart som beskrevs av Ivanov 1991. Apataniana cornuta ingår i släktet Apataniana och familjen Apataniidae. Inga underarter finns listade i Catalogue of Life.